# Sigyn

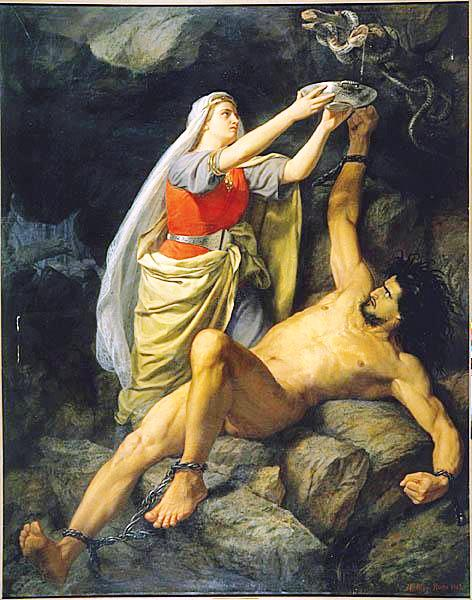
Loki y Sigyn, M.E. Winge, 1863.

En la mitología nórdica Sigyn es una Æsir y la esposa de Loki, con quien tuvo dos hijos, Narfi o Nari y Vali (cf. Lokasenna, texto en prosa a la estrofa 65, Vǫlospá 34 y Gylfaginning 49), lo que les convertía en hermanastros de Fenrir el lobo, Jörmundgander la Serpiente de Midgard y Hel, la diosa de la muerte, los otros tres hijos que Loki tuvo con la giganta Angrboða.
Etimológicamente hablando, el nombre de Sigyn es un compuesto en nórdico antiguo formado por las palabras sigr "victoria" y vina "amiga" que, por tanto, significa, literalmente, "amiga de la victoria".
En la mitología nórdica, Sigyn es una diosa y es la esposa de Loki. Aparece en la Edda poética (compilada en el siglo XIII a partir de fuentes tradicionales anteriores), y en la Edda prosaica (escrita en el siglo XIII por Snorri Sturluson)
En la Edda poética se la muestra en su papel en ayudar a Loki durante su cautiverio. En la Edda prosaica, se afirma su papel en ayudar a su marido durante su cautiverio una vez más, aparece en varios kennings y su condición de diosa se menciona varias veces. La figura que aparece en la cruz de Gosforth ha sido interpretada como una representación de Sigyn.
Cuando Loki, a raíz de la muerte de Baldr, de la que había sido instigador, fue atado por los dioses æsir a tres rocas (una debajo de sus hombros, otra bajo sus riñones y la tercera bajo las corvas de sus rodillas) con los intestinos de su hijo Narfi, Sigyn decidió permanecer de pie a su lado recogiendo en un barreño o lebrillo (en islandés antiguo: munnlaug) el veneno que caía, gota a gota, de una serpiente atada encima de la cabeza de Loki por la diosa Skaði. Cuando el barreño se llenaba y se veía obligada a vaciarlo, la cabeza de Loki quedaba desprotegida y las gotas de veneno podían caerle encima: entonces el dios se retorcía de dolor provocando con sus movimientos toda suerte de terremotos y temblores de tierra. Existe una tradición que sitúa en el río islandés Þjórsá las tres rocas a las que los anses ataron al dios Loki. En concreto, estas tres rocas se suelen situar en el lugar del río conocido con el nombre de Tröllkonuhlaup o Salto de la mujer trol, un lugar relativamente cercano al del emplazamiento del volcán Hekla.

## Atestaciones
Sigyn está atestiguada en las siguientes obras:

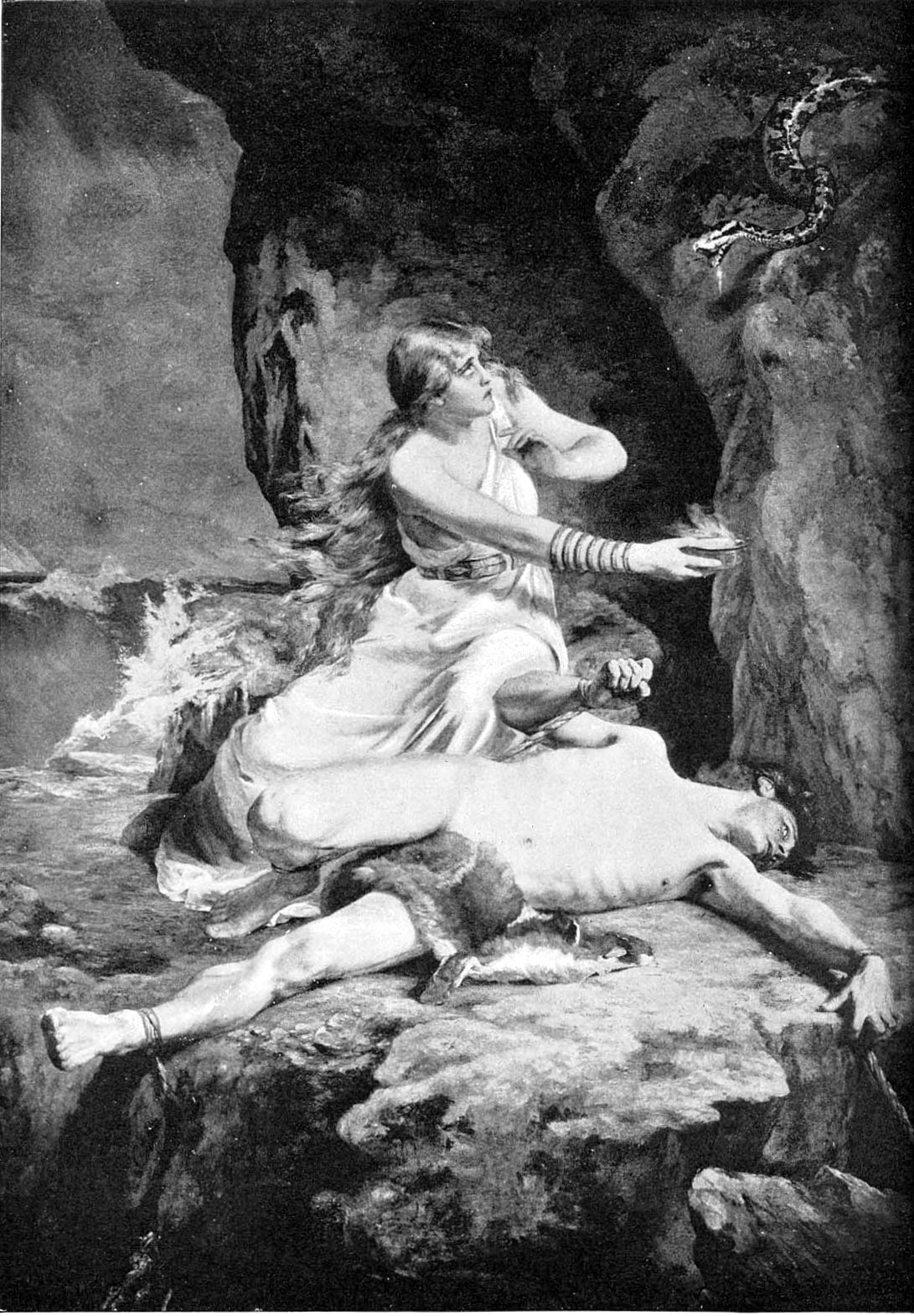
"Loki y Sigyn" (1892) de Karl Franz Eduard von Gebhardt.

### Edda Poética
En la estrofa 35 de la Edda poética poema Völuspá, la völva le dice a Odin que, entre otras muchas cosas, ella ve a Sigyn muy infeliz con su marido Loki, atado, en un "bosque de aguas termales". Sigyn se menciona por segunda vez en la sección de prosa final del poema Lokasenna. En la prosa, Loki ha sido sometido por los dioses y atado con los intestinos de su hijo Nari, su hijo Váli ha sido convertido en un lobo y la diosa Skaði sujeta una serpiente venenosa sobre su rostro, de la que gotea veneno. Sigyn, se declaró una vez más, diciendo que la esposa de Loki tiene un cuenco bajo el goteo del veneno. El cuenco de llena por completo, y ella lo retira para vaciar del veneno, es en ese corto tiempo que el veneno cae sobre la cara de Loki, haciéndole retorcerse de dolor con tanta violencia que produce los terremotos sobre la tierra.

### Edda Prosáica
Sigyn aparece en el libro Gylfaginning y Skáldskaparmál en la Edda prosaica. En Gylfaginning, Sigyn se introduce en el capítulo Número 31,se presenta como la esposa de Loki, y tienen un hijo con el nombre de "Nari o Narfi". Sigyn se menciona de nuevo en Gylfaginning en el capítulo 50, donde se describen los eventos de manera diferente que en Lokasenna. Aquí, los dioses han capturado Loki y sus dos hijos, que se indican como Váli y "Nari o Narfi", este último también hijo de Sigyn. Váli se transforma en un lobo por los dioses, y destroza su hermano Narfi. Las entrañas de Narfi se utilizan para atar a Loki a tres piedras, después de lo cual a su vez las entrañas se convierten en hierro y Skaði coloca una serpiente encima de Loki. Sigyn se coloca a sí misma junto a él, y sostiene un cuenco para tomar el veneno que gotea. Sin embargo, cuando el recipiente se llena, ella se va a derramar el veneno. Como resultado, Loki se retuerce con tanta violencia que sacude al planeta. Este proceso se repite hasta que es liberado y pone en marcha el Ragnarök.
Sigyn es presentada como una diosa, una Ásynja, en la Edda prosaica y en el Skáldskaparmál (donde los dioses celebran una gran fiesta para la visita de Ægir), y es nombrada en los kennings de Loki: "esposo de Sigyn", "la carga [Loki] de los brazos de grilletes encantados [de Sigyn]" y en un pasaje citado de Haustlöng del noveno siglo "La carga de los brazos de Sigyn ". Finalmente es mencionada en el Skáldskaparmál en la lista de los Ásynjur en el apéndice del Nafnaþulur.

## Registro arqueológico

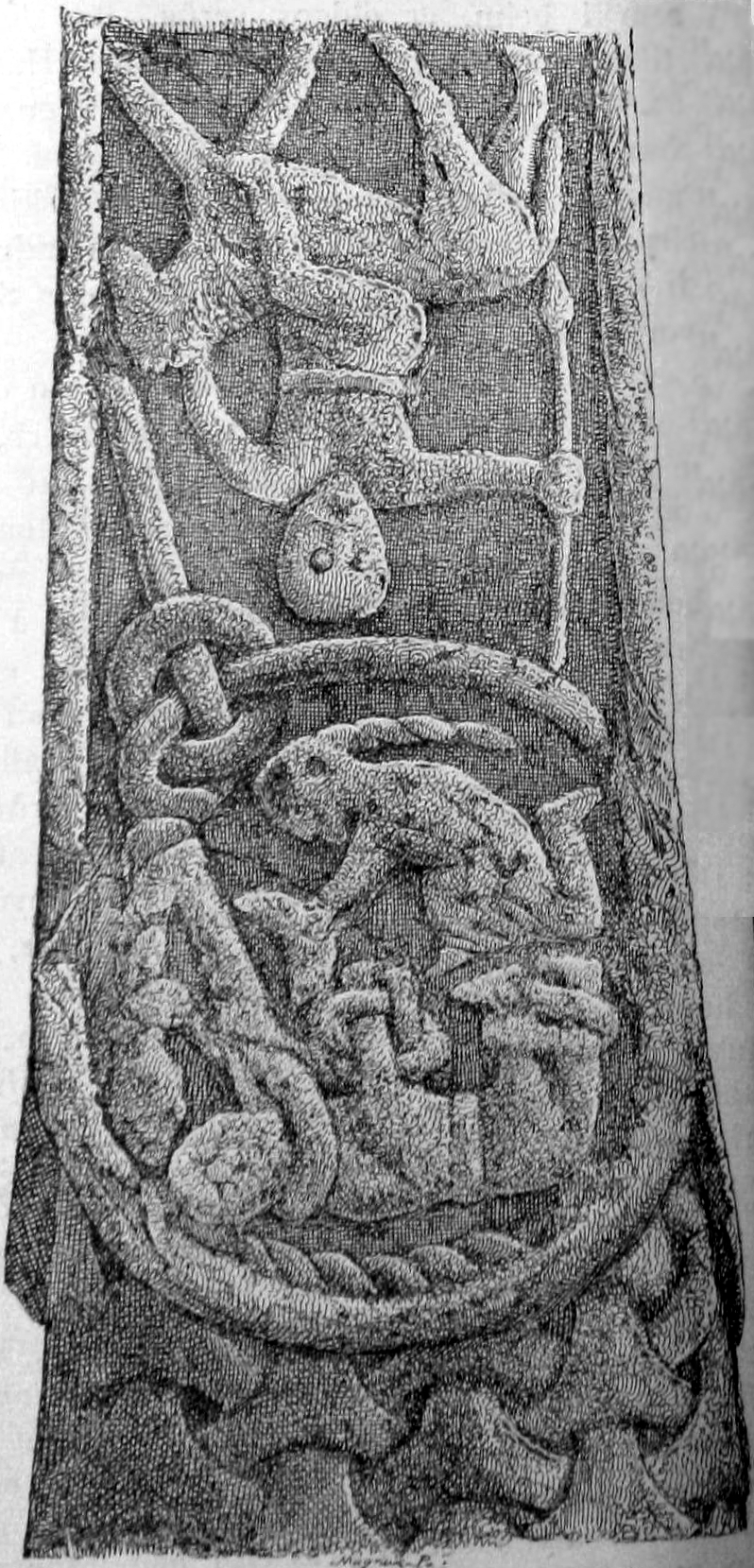
La parte inferior del lado oeste de la cruz de Gosforth.

En la cruz de Gosforth de mediados del siglo XI, situada en Cumbria, Inglaterra, se representan varias figuras de la mitología nórdica. La parte inferior del lado oeste de la cruz cuenta con una representación de una mujer de pelo largo, arrodillada, sosteniendo un objeto por encima de otra figura postrada, enlazada. Arriba y a la izquierda se halla una serpiente anudada. Esto ha sido interpretado como Sigyn tranquilizando a un Loki encadenado.

## Teorías
Si bien el nombre Sigyn se encuentra como un nombre personal femenino en las fuentes en nórdico antiguo(Sigr que significa "victoria" y vina, "amiga"), aparece en el poema escaldo del siglo noveno Haustlöng que data de los tiempos paganos. Debido a esta conexión temprana con Loki, se piensa que Sigyn podría ser una diosa que se remonta a una antigua forma de paganismo germánico.

## Influencia moderna
La escena de Sigyn asistiendo a Loki se ha representado en varias pinturas, entre ellas "Loke och Sigyn" por Nils Blommér, "Loke och Sigyn" por Mårten Eskil Winge, "Loki och Sigyn" por Oscar Wergeland, y la ilustración "Loki und Sigyn, Hel mit dem Hunde Garm." por K. Ehrenberg. Varios objetos y lugares llevan el nombre de Sigyn en los tiempos modernos, como el trigo noruego de paja dura de invierno, variedades Sigyn I y Sigyn II, un personaje de Marvel Comics (1978), y el buque sueco MS Sigyn, que transporta combustible nuclear gastado en una alusión a Sigyn que sostiene un cuenco debajo del veneno que pende sobre Loki, además del Glaciar Ártico Sigyn.
En el cómic Sandman, en el capítulo tercero de "Estación de Nieblas", Sigyn aparece sosteniendo un cuenco para evitar que el veneno de la serpiente caiga sobre su marido, Loki.